# Crime continuado
Crime continuado é o nome jurídico dado à prática de dois ou mais crimes que estão ligados entre si, segundo certas condições definidas pela legislação ou pela jurisprudência de cada país, determinando o seu processamento e julgamento conjunto, bem como fórmulas especiais para a sua punição em conjunto.
Na lei penal brasileira, vem o instituto definido no art. 71; no Código Penal Português, no nº 2 do art. 30.

## Histórico
Sempre foi fruto de muita discussão a origem do instituto e se teria tido aplicações anteriores à Revolução Francesa. Entretanto, atualmente é quase pacífica a afirmação que sua criação é expressão do liberalismo penal de finais do século XVIII e início do seguinte, sendo a primeira expressão legislativa o Código Penal da Baviera de 1813, de autoria de Feuerbach.
Sua origem está ligada a uma tentativa de mitigar o tratamento dado aos autores de furtos que, após reincidirem algumas vezes, eram condenados à pena capital.